# Lope Díaz I d'Haro
Lope Díaz I d'Haro (? - † 6 de maig 1170). Fill de Diego López I d'Haro i D.ª Almicena. Va ser quart senyor de Biscaia entre els anys 1124 i 1170.

## Vida
Va ser fidel a Urraca I de Castella igual que ho havia estat el seu pare, per la qual cosa no va poder intervenir a La Rioja, de la qual s'havia apoderat l'espòs de Urraca, Alfons I d'Aragó; tot i que després de la mort d'aquesta, el seu fill Alfons reclamava el tron de Castella. En aquesta època Lope va perdre el senyoriu sobre els castells d'Haro i Buradón en favor dels aragonesos. En 1130 es va assentar amb tota la seva família en la vila de Nájera, on residirien també els seus successors del senyoriu de Biscaia, fins a l'entrada de la primera dona en ell, després de la mort de Diego López V d'Haro sense descendència. En aquesta vila va millorar l'Hospital de l'Abadia, que havia començat a construir el rei Alfons VII.
Després de la mort d'Alfons d'Aragó en 1134 sense descendència, Lope juntament amb altres riojans van recuperar el regne de Nájera per a lliurar-se'l a Alfons VII, rei de Lleó. Com recompensa Alfonso li va concedir el títol de comte i li va confirmar en el senyoriu de la vila d'Haro, com consta per un privilegi que va donar el 10 d'octubre de 1134, en el qual donava al Monestir de San Millán diverses esglésies i heretats, en el qual començava dient: "Lope Diaz confirma el qual pels seus grans ..." En 1141 es va concedir a Santo Domingo de la Calzada privilegi de població, apareixent Lope en tota la documentació com a governador de La Rioja. Va ser titulat Alferes Real, com apareix des de 1158.
Després de la mort d'Alfons VII, Lope va seguir servint als seus successors; primer a Sanç el Desitjat i solament un any després a Alfons VIII de Castella, fill de l'anterior el qual tenia solament tres anys quan va ocupar el tron. En 1163 aprofitant la minoria d'edat d'Alfons VIII, Sanç VI de Navarra va ocupar una part del territori riojà, quedant Logronyo, Entrena, Navarrete, Ausejo, Autol, Quel i Resa en mans navarreses. A Lope com a governador de La Rioja li tocaria enfrontar-se amb ells el 1163 i el 1167, i posteriorment al seu hereu en el càrrec, el seu gendre Pedro Ruiz el 1174.

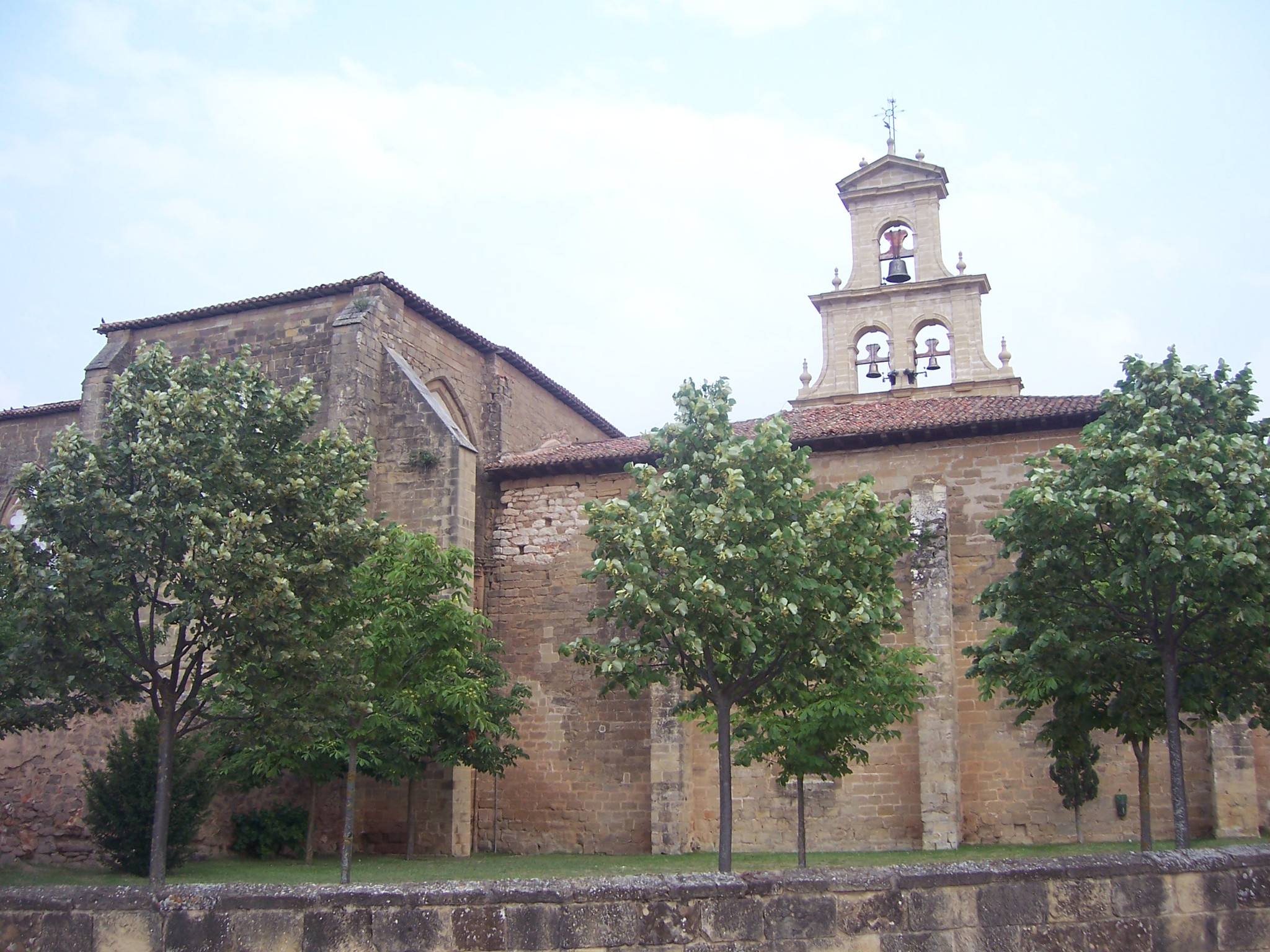
Exterior del Monestir de Cañas

Va encunyar una moneda anomenada Lobis o Lobres, en referència als llops símbol del seu llinatge que figuraven en ella. En 1169 ell i la seva dona, donaren a unes monges benedictines de Santo Domingo de la Calzada unes terres a Cañas, per a ajudar-les a construir allí una abadia amb la condició que passessin a complir l'orde cistercenc. Així es va començar a construir el Monestir de Santa María de San Salvador de Cañas. Lope va acudir en 1169 al setge de Zorita juntament amb altres homes, per a donar suport al rei Alfons VIII de Castella, sense que aquest l'hi hagués demanat. No deixà al rei que li lliurés cap sou per l'ajuda prestada, pel que en agraïment li lliurà el govern de la vila de Nájera, a més de nomenar-lo comte. Va morir en 1170, sent enterrat en el claustre dels cavallers del monestir de Santa María la Real de Nájera.

## Descendència
Va casar amb Aldonza Rodríguez de Castro (anomenada per alguns Mencia) filla de Rui Fernández el Calb i d'Estefanía Pérez de Trava, tenint per fills: 
- Diego López II d'Haro, el seu successor.
- Lope López. Senyor de Miranda de Ebro i Almenara casat amb Maria d'Urgell.
- Alonso López d'Haro. Comendador de San Salvador de Sòria, de l'Orde de Calatrava.
- Martín López d'Haro
- Probablement va tenir un altre fill anomenat Lope Díaz d'Haro que hauria estat bisbe de Segòvia.
- Urraca López d'Haro, tercera dona del rei Ferran.
- Tota López d'Haro, morta l'1 de desembre de 1122

## Herència
A la seva mort es va repartir el seu patrimoni, quedant el seu gendre Pedro Ruiz com a governador de la Rioja Alta. El seu fill Lope López continuaria amb el càrrec de Merino Major de Castella i el seu primogènit Diego com senyor de Biscaia.